# Joseph Brant
Pour les articles homonymes, voir Brant.
Thayendanegea, dit Joseph Brant (mars 1743 - Burlington, 24 novembre 1807), était un chef de guerre mohawk qui a combattu comme allié des Britanniques contre les Français dans la conquête du Canada puis les Insurgents américains dans la guerre d'indépendance des États-Unis. Après la guerre, il se retire dans le Haut-Canada britannique où il se consacre au développement de la culture indienne et à la traduction du livre de prières chrétien en langue mohawk.

## Biographie

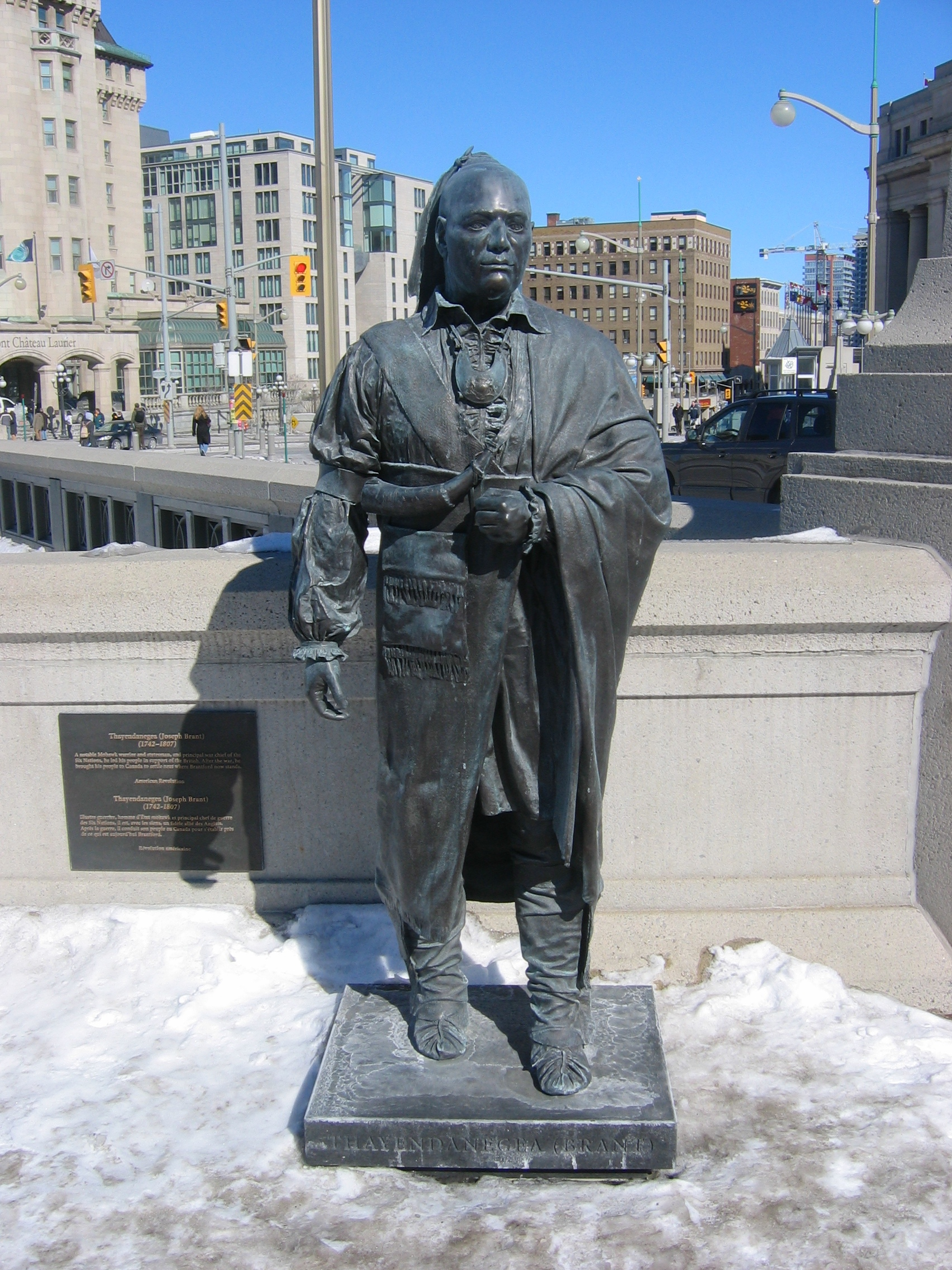
Statue de Joseph Brant au Monument aux Valeureux à Ottawa

Nommé par les Blancs Joseph Brant, Thayendanegea est né vers 1742 dans la vallée de l'Ohio et a grandi à Canajoharie Castle dans la vallée de la Mohawk (État de New York).
À l'âge de 13 ans, Brant participe à l'invasion de la Nouvelle-France par les forces du Royaume de Grande-Bretagne et de leurs alliés mohawks. Il va à l’école dans le Connecticut et visite l’Angleterre. Aux côtés de l'empire britannique pendant la guerre d'indépendance des États-Unis, il convainc quatre des plus importantes tribus iroquoises de s’allier aux troupes britanniques et loyalistes . Brant participe à la bataille d'Oriskany en 1777 et mène ensuite la guérilla contre les colons américains installés dans les États de Pennsylvanie et de New York.
Cette campagne connaît un tel succès que George Washington envoie une petite armée commandée par les généraux Clinton et Sullivan, en 1779, pour dévaster le pays iroquois.
Les Mohawks sont exilés au Canada à la fin de la guerre, Brant s’attelle à la traduction du livre de prières anglican en langue Mohawk.
Il est l'une des quatorze personnalités commémorées par le Monument aux Valeureux à Ottawa (Ontario).
Franc-maçon, il est le premier chef indien initié dans la loge Falcon ou Hirams Cliftonians, loge dépendant de la première Grande Loge d'Angleterre lors d'un voyage à Londres en avril 1776. À cette occasion, il aurait reçu son tablier directement du roi Georges III,. En 1779, durant la guerre d'indépendance, il aurait sauvé la vie d'un soldat adverse, le capitaine et futur général McKinsey, qui se serait fait connaitre comme franc-maçon à un moment où il risquait de perdre la vie. Joseph Brant lui aurait sauvé la vie, ils nouèrent ensemble une amitié solide à l'issue de la guerre
Il mourra à Burlington, en Ontario, le 24 novembre 1807.

## Documentaire / Film
- Les deux mondes de Joseph Brant, de la série Chefs amérindiens, de Galafilm & l'ONF, 2002
- La chaine brisée (en) (The Broken Chain) téléfilm (1h 31min) de Lamont Johnson, 1993, avec Pierce Brosnan, Eric Schweig dans le rôle de Joseph, Buffy Sainte-Marie, Wes Studi, Graham Greene, Michael Spears, Nathan Lee Chasing His Horse, J.C. White Shirt.